# Elbert Gubbels
De Koninklijke Fabriek van Tabakspijpen Elbert Gubbels (ook: Elbert Gubbels & Zn. B.V.) is een Nederlandse fabriek die tabakspijpen produceerde. Ook werd een groothandel in rookartikelen geëxploiteerd.

## Geschiedenis
De fabriek was oorspronkelijk gevestigd aan de Keulsebaan te Roermond en werd gesticht in 1870. Het bedrijf groeide sterk, en ook het product evolueerde van eenvoudige pijpen naar meer gecompliceerde ontwerpen. 
Het familiebedrijf, dat onder meer briairhouten pijpen fabriceerde, verkreeg in 1972 het predicaat Koninklijk. Later werd ook de Engelstalige naam: Royal Dutch pipe factory Elbert Gubbels & Zn. B.V. gebruikt. 
Op het hoogtepunt, omstreeks 1990, had het bedrijf 65 medewerkers in dienst. Het produceerde onder meer de merken Big Ben en Hilson, en in licentie het merk Porsche. Nadat onder meer de Belgische fabrikant Knoedgen (1979) was overgenomen, bleef Elbert Gubbels over als enige pijpenfabriek in de Benelux. 70% van de productie werd geëxporteerd over de hele wereld. 
In de 21e eeuw kromp de afzetmarkt aanzienlijk, en een groot deel van het personeel werd in 2007 en 2009 ontslagen. Men wilde de gehele productie naar het buitenland overbrengen en slechts de productontwikkeling in Nederland handhaven, maar dit plan is nimmer uitgevoerd. In 2009 verhuisde men naar een kleiner pand aan de Oude Trambaan 27 te Herten. Dit was ook het laatste jaar waarin nog winst werd gemaakt.
Verdere kostenbesparingen en een samenwerkingsovereenkomst met de Duitse pijpenfabrikant Rainer Barbi mochten niet meer baten. Op 1 maart 2012 werd het inmiddels nog maar 26 werknemers tellende bedrijf failliet verklaard. In mei van dat jaar werd het bedrijf gekocht door Elbert Gubbels jr., voormalig eigenaar, teneinde het door middel van een doorstart opnieuw leven in te blazen.